# Confederation Line
| |                      |                                         |                                         |
| Streckenlänge: | 12,5 km              |                                         |                                         |
| Spurweite: | 1435 mm (Normalspur) |                                         |                                         |
| Stromsystem: | 1500 V =             |                                         |                                         |
| Streckengeschwindigkeit: | 100 km/h             |                                         |                                         |
| |                      |                                         |                                         |
| Haltestellen |                      |                                         |                                         |
| \| \| \| Trim \| \| \| \| \| Place d’Orléans \| \| \| \| \| Convent Glen \| \| \| \| \| Jeanne d’Arc \| \| \| \| \| Montréal \| \| \| \| \| Blair \| \| \| \| \| Cyrville \| \| \| \| \| St-Laurent \| \| \| \| \| Belfast Yards \| \| \| \| \| Tremblay (zum Bahnhof Ottawa) \| \| \| \| \| Hurdman \| \| \| \| \| Rideau River \| \| \| \| \| Lees \| \| \| \| \| uOttawa \| \| \| \| \| \| \| \| \| \| Rideau \| \| \| \| \| Rideau Canal \| \| \| \| \| Parliament \| \| \| \| \| Lyon \| \| \| \| \| \| \| \| \| \| Pimisi \| \| \| \| \| Bayview (Turmbahnhof mit Trillium Line) \| \| \| \| \| Tunney’s Pasture \| \| \| \| \| Westboro \| \| \| \| \| Kìchì Sìbì \| \| \| \| \| Sherbourne \| \| \| \| \| New Orchard \| \| \| \| \| Lincoln Fields \| \| \| \| \| \| \| \| \| \| Iris \| \| \| \| \| Algonquin \| \| \| \| \| Queensview \| \| \| \| \| Pinecrest \| \| \| \| \| Bayshore \| \| \| \| \| Moodie \| \| |                      |                                         |                                         |
| U-Bahn-Kopfbahnhof Streckenanfang (Strecke außer Betrieb) |                      | Trim                                    | Trim                                    |
| U-Bahn-Bahnhof (Strecke außer Betrieb) |                      | Place d’Orléans                         | Place d’Orléans                         |
| U-Bahn-Bahnhof (Strecke außer Betrieb) |                      | Convent Glen                            | Convent Glen                            |
| U-Bahn-Bahnhof (Strecke außer Betrieb) |                      | Jeanne d’Arc                            | Jeanne d’Arc                            |
| U-Bahn-Bahnhof (Strecke außer Betrieb) |                      | Montréal                                | Montréal                                |
| U-Bahn-Kopfbahnhof Strecke bis hier außer Betrieb |                      | Blair                                   | Blair                                   |
| U-Bahn-Bahnhof |                      | Cyrville                                | Cyrville                                |
| U-Bahn-Haltepunkt / Haltestelle Streckenanfang und Streckenende (im Tunnel) |                      | St-Laurent                              | St-Laurent                              |
| U-Bahn-Abzweig geradeaus, nach links und von links · U-Bahn-Betriebs-/Güterbahnhof Streckenende und quer |                      | Belfast Yards                           | Belfast Yards                           |
| U-Bahn-Bahnhof |                      | Tremblay (zum Bahnhof Ottawa)           | Tremblay (zum Bahnhof Ottawa)           |
| U-Bahn-Bahnhof |                      | Hurdman                                 | Hurdman                                 |
| U-Bahn-Brücke über Wasserlauf |                      | Rideau River                            | Rideau River                            |
| U-Bahn-Bahnhof |                      | Lees                                    | Lees                                    |
| U-Bahn-Bahnhof |                      | uOttawa                                 | uOttawa                                 |
| U-Bahn-Tunnelanfang |                      |                                         |                                         |
| U-Bahn-Bahnhof (im Tunnel) |                      | Rideau                                  | Rideau                                  |
| |                      | Rideau Canal                            |                                         |
| U-Bahn-Bahnhof (im Tunnel) |                      | Parliament                              | Parliament                              |
| U-Bahn-Bahnhof (im Tunnel) |                      | Lyon                                    | Lyon                                    |
| U-Bahn-Tunnelende |                      |                                         |                                         |
| U-Bahn-Bahnhof |                      | Pimisi                                  | Pimisi                                  |
| U-Bahn-Turmbahnhof geradeaus oben |                      | Bayview (Turmbahnhof mit Trillium Line) | Bayview (Turmbahnhof mit Trillium Line) |
| U-Bahn-Kopfbahnhof Strecke ab hier außer Betrieb |                      | Tunney’s Pasture                        | Tunney’s Pasture                        |
| U-Bahn-Bahnhof (Strecke außer Betrieb) |                      | Westboro                                | Westboro                                |
| U-Bahn-Bahnhof (Strecke außer Betrieb) |                      | Kìchì Sìbì                              | Kìchì Sìbì                              |
| U-Bahn-Bahnhof Tunnelanfang (Strecke außer Betrieb) |                      | Sherbourne                              | Sherbourne                              |
| U-Bahn-Bahnhof Tunnelende (Strecke außer Betrieb) |                      | New Orchard                             | New Orchard                             |
| U-Bahn-Bahnhof (Strecke außer Betrieb) |                      | Lincoln Fields                          | Lincoln Fields                          |
| |                      |                                         |                                         |
| U-Bahn-Strecke (außer Betrieb) · U-Bahn-Bahnhof (Strecke außer Betrieb) |                      | Iris                                    | Iris                                    |
| U-Bahn-Tunnel (Strecke außer Betrieb) |                      | Algonquin                               | Algonquin                               |
| U-Bahn-Bahnhof (Strecke außer Betrieb) |                      | Queensview                              | Queensview                              |
| U-Bahn-Bahnhof (Strecke außer Betrieb) |                      | Pinecrest                               | Pinecrest                               |
| U-Bahn-Bahnhof (Strecke außer Betrieb) |                      | Bayshore                                | Bayshore                                |
| U-Bahn-Kopfbahnhof Streckenende (Strecke außer Betrieb) |                      | Moodie                                  | Moodie                                  |

Die Confederation Line (französisch Ligne de la Confédération), auch als O-Train Line 1 bezeichnet, ist eine Stadtbahn- bzw. Niederflur-U-Bahn-Linie in der kanadischen Hauptstadt Ottawa. Zusammen mit der Trillium Line ist sie Teil des von OC Transpo betriebenen O-Train-Netzes. Der erste Abschnitt zwischen den Stationen Tunney’s Pasture und Blair ist 12,5 km lang, im Stadtzentrum verläuft die Strecke in einem 2,5 km langen Tunnel mit drei Stationen. Die Bauarbeiten begannen 2013, die Eröffnung war zunächst für November 2018 vorgesehen, musste aber auf den 14. September 2019 verschoben werden. 

## Planung und Finanzierung
Im Juli 2006 beschloss der Stadtrat von Ottawa ein Erweiterungsprojekt, das die Verlängerung der Trillium Line zum Campus der Universität Ottawa vorsah. Im Stadtzentrum war ein straßenbahnähnlicher Abschnitt geplant. Einen Monat nach Neuwahlen wurde das Projekt, das während des Wahlkampfs von verschiedenen Seiten unter Beschuss geraten war, im Dezember 2006 annulliert. Zweieinhalb Jahre später einigte sich die Stadt mit dem von Siemens angeführten Konsortium auf die Zahlung von Schadensersatz.
Am 28. Mai 2008 genehmigte der Stadtrat einen Verkehrsmasterplan. Dieser sieht unter anderem den Umbau des zentralen Teilstücks des Transitways (seit 1983 bestehende Trasse für Bus Rapid Transit) vor. Nach einer Aktualisierung des Masterplans begannen im November 2008 die Arbeiten für eine Machbarkeitsstudie. Der Bericht lag ein Jahr später vor und wurde im Januar 2010 durch den Stadtrat genehmigt. Die erste Etappe der Confederation Line umfasst den Bau einer 12,5 km langen Strecke zwischen Blair im Osten und Tunney’s Pasture im Westen. Dabei wird die Innenstadt in einem 2,5 km langen Tunnel mit drei Stationen durchquert. Die Kosten wurden auf 2,1 Milliarden Dollar veranschlagt.
Im August 2010 schloss die Provinz Ontario die Umweltverträglichkeitsprüfung ab und sicherte der Stadt einen Finanzierungsbeitrag von 600 Millionen Dollar zu. Die städtische Baubehörde prüfte das Projekt nochmals eingehend und kürzte das Bauprogramm um ein Jahr, was bedeutete, dass die Bauarbeiten 2018 statt wie ursprünglich vorgesehen 2019 abgeschlossen sein sollten. Mit dem endgültigen Baubeschluss des Stadtrates im Juli 2011 begann das Ausschreibungsverfahren. Bürgermeister Jim Watson präsentierte am 21. Oktober 2011 die Shortlist der drei verbleibenden Konsortien. Den Zuschlag zum Bau der Confederation Line erhielt am 15. Februar 2013 die Rideau Transit Group. Diesem Konsortium gehören insgesamt 15 Unternehmen an, darunter SNC Lavalin, Grupo ACS, Alstom und Scotiabank. Im Juli 2015 genehmigte die Bundesregierung einen Finanzierungsbeitrag in der Höhe von einer Milliarde Dollar.

## Bauarbeiten
Der Bau der Confederation Line begann am 25. April 2013 mit der Einrichtung von Baugrundstücken am westlichen Tunnelportal und auf dem Gelände des Betriebswerks (einen Monat später auch am östlichen Tunnelportal). Da die Stadtbahn einen bedeutenden Teil des Transitways ersetzen wird, musste für die Dauer der Hauptarbeiten Ersatz geschaffen werden. Zu diesem Zweck wurde ein Abschnitt des Ontario Highway 417 verbreitert, um Platz für Busfahrstreifen zu schaffen. Dieses 200 Millionen Dollar teure Teilprojekt war im Herbst 2015 abgeschlossen.
Die Tunnelbohrarbeiten begannen am 11. Oktober 2013 am Westportal. Vorherrschendes Gestein war Kalkstein, hinzu kamen vereinzelt Ton- und Sandablagerungen. Gegraben wurde nach der Neuen Österreichischen Tunnelbaumethode von drei Stellen aus: vom Westportal an der Commissioner Street, vom Ostportal an der Waller Street (neben dem Gelände der Universität Ottawa) sowie von einem zentralen Schacht an der Kreuzung von Kent Street und Queen Street in Richtung Osten. Zum Einsatz gelangten drei Teilschnittmaschinen des schwedischen Unternehmens Sandvik. Die drei baugleichen Maschinen mit den Namen Jawbreaker, Chewrocka und Crocodile Rouge wogen 135 Tonnen und waren 20 Meter lang.
Am 8. Juni 2016, als nur noch rund 50 m Tunnel zu bohren waren, öffnete sich in der Rideau Street ein großes Erdloch. Drei Fahrspuren und ein geparkter Lieferwagen versanken. Es kamen zwar keine Personen zu Schaden, doch das Bersten einer Hauptwasserleitung führte dazu, dass der rund 25 m tiefer gelegene Tunnel auf einer Länge von 300 m geflutet wurde. Außerdem mussten wegen eines Gaslecks mehrere Gebäude in der Umgebung evakuiert werden. Nach dem Verfüllen des Lochs mit Beton und dem Abpumpen des Wassers konnten die Arbeiten acht Wochen später wieder aufgenommen werden. Schließlich erfolgte der Tunneldurchstich am 19. Januar 2017.
Im Februar 2018 gab die Stadt Ottawa bekannt, dass die Strecke voraussichtlich Ende November 2018 eröffnet werden soll (der ursprünglich vorgesehene Termin im Mai 2018 konnte wegen der Verzögerungen nicht eingehalten werden). Dieser Termin verzögerte sich ebenfalls, und zwar um fast zehn Monate. Schließlich wurde der erste Abschnitt der Confederation Line am 14. September 2019 eröffnet.

## Strecke und Stationen
Als erste Etappe entstand eine 12,5 km lange Strecke von Tunney’s Pasture im Westen nach Blair im Osten. Unter der Queen Street im Stadtzentrum wurde ein 2,5 km langer Tunnel mit drei Stationen gebaut, wobei diese jeweils zwei Seitenbahnsteige aufweisen. An beiden Enden gibt es Umsteigemöglichkeiten zu Buslinien auf dem Transitway, an der Station Bayview zu der in Nord-Süd-Richtung verlaufenden Trillium Line. Da die Strecke vollständig unabhängig von anderen Verkehrsmitteln trassiert ist, ist die Confederation Line eine U-Bahn im Sinne der Definition des Internationalen Verbandes für öffentliches Verkehrswesen.
- Tunney’s Pasture – vorübergehende westliche Endstation an der Kreuzung von Scott Street und Tunney’s Pasture Driveway. Erschließt ein Areal mit Bürogebäuden der Bundesregierung (mit rund 10.000 Arbeitsplätzen). Übergang zu den Transitway-Abschnitten nach Barrhaven und Kanata.
- Bayview – an der Albert Street gelegen. Die Strecke verläuft auf einer Brücke über der Trillium Line, zu der hier umgestiegen werden kann.
- Pimisi – Herzstück des Stadterneuerungsprojekts LeBreton Flats an der Booth Street. Die Station bietet Busverbindungen nach Gatineau. Pimisi bedeutet in der Algonkin-Sprache „Aal“.
- Lyon – die westliche Tunnelstation liegt 17,5 Meter unter der Kreuzung von Queen Street und Lyon Street. Sie ist mit der unterirdischen Ladenpassage des Bürokomplexes Place de Ville verbunden.
- Parliament – die zentrale Tunnelstation liegt 19 Meter unter der Kreuzung von Queen Street und O’Connor Street – unweit der Einkaufsmeile Sparks Street und von Parliament Hill, dem Sitz des kanadischen Parlaments.
- Rideau – die östliche Tunnelstation liegt 26,5 Meter unter der Rideau Street. In unmittelbarer Nähe befinden sich bedeutende Einrichtungen und Sehenswürdigkeiten wie z. B. das Nationale Kriegsdenkmal, das Château Laurier, der Byward Market, das National Arts Centre, die National Gallery of Canada und das Rideau Centre.
- uOttawa – liegt an der Victoria Street, am westlichen Rand des Campus der Universität Ottawa. Der bisher an dieser Stelle verwendete Stationsname Campus wurde geändert, um Verwechslungen mit anderen Hochschulen Ottawas auszuschließen.
- Lees – an der Lees Avenue gelegen, am Westufer des Rideau River. Zugang zum südlichen Teil des Universitätscampus.
- Hurdman – bedeutender Verkehrsknotenpunkt am Riverside Drive. Übergang zur Südost-Tangente des Transitways.
- Tremblay – liegt an der Tremblay Road vor dem Haupteingang zum Bahnhof Ottawa. Anschluss an die überregionalen Züge von VIA Rail; eine Fußgängerbrücke führt über den Ontario Highway 417 zum Baseballstadion Raymond Chabot Grant Thornton Park.
- St-Laurent – unmittelbar mit dem Centre St-Laurent verbunden, dem größten Einkaufszentrum der National Capital Region. Die Stadtbahn nutzt eine bereits bestehende Tunnelstation des Transitways. Wichtiger Verkehrsknotenpunkt für Buslinien.
- Cyrville – erschließt eine Wohn- und Geschäftszone an der Cyrville Road.
- Blair – vorübergehende östliche Endstation an der Blair Road, neben dem Einkaufszentrum Gloucester Centre. Übergang zum Transitway und weiteren Buslinien.

## Fahrzeuge

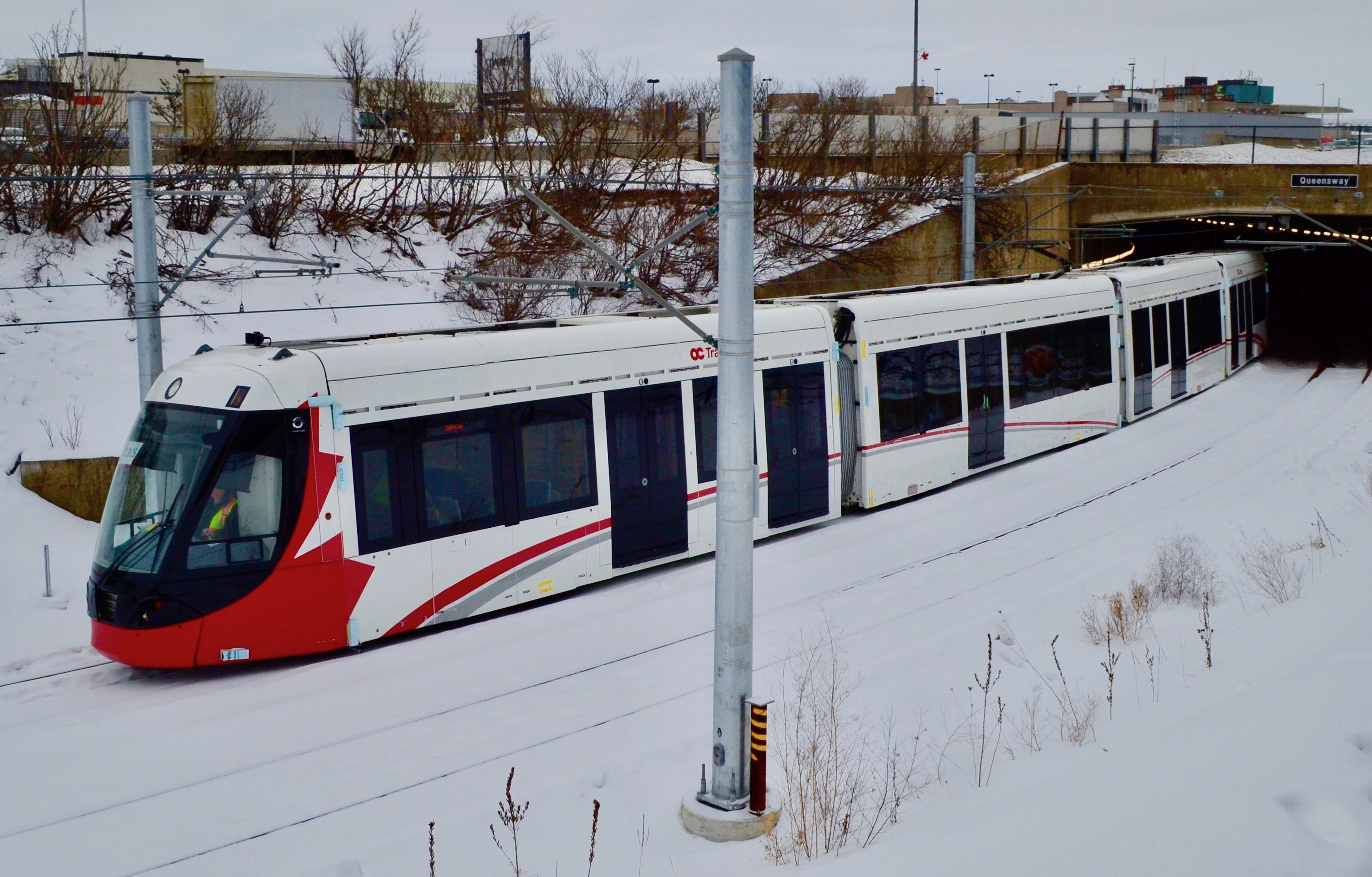
Testfahrt bei der Station St-Laurent (Januar 2018)

Auf der Confederation Line verkehren elektrische Stadtbahnfahrzeuge des Typs Citadis Spirit des französischen Schienenfahrzeugherstellers Alstom, die auf den Citadis Dualis basieren. Bestellt wurden 34 Zweirichtungsfahrzeuge zum Gesamtpreis von 400 Millionen Dollar. Sie bestehen aus je zwei Kopf- und Zwischenmodulen von zusammen 48 m Länge. Die vollständig niederflurigen Wagen sind 2,65 m breit und 3,6 m hoch und bieten 300 Fahrgästen Platz (davon 120 Sitzplätze). Im Normalbetrieb werden zwei Einheiten zu einem 96 Meter langen Zug zusammengekuppelt. Hergestellt wurden die Komponenten der Fahrzeuge überwiegend im Alstom-Werk in Hornell im US-Bundesstaat New York. Die Endmontage erfolgt in Ottawa im O-Train-Betriebswerk.
Das als Belfast Yards bezeichnete Betriebswerk, in dem die Fahrzeuge abgestellt und gewartet werden, steht an der Belfast Road neben einem Busdepot von OC Transpo, etwa einen halben Kilometer vom Bahnhof Ottawa entfernt. Die Stadtbahnstrecke wird über einen kurzen Tunnel angebunden. Fertiggestellt wurde das Betriebswerk im Sommer 2015. Das Zugsicherungssystem des Typs Communication-Based Train Control stammt von Thales.

## Zweite Etappe

Liniennetz nach Fertigstellung der 2. Ausbaustufe

Der Verkehrsmasterplan der Stadt Ottawa von November 2013 sieht eine Erweiterung der Confederation Line an beiden Enden vor, wobei weitere Abschnitte des Transitways umgebaut werden sollen. Im Osten soll die Linie von Blair aus um zehn Kilometer bis Place d’Orléans verlängert werden (vier neue Stationen), mit einer Option für weitere 3,5 Kilometer bis Trim. Von der westlichen Endstation Tunney’s Pasture aus soll die Linie nach Lincoln Fields führen, wo sie sich in zwei Äste nach Moodie und Algonquin verzweigt. Dieses Teilprojekt sieht 13 Kilometer neue Strecken mit zehn Stationen vor. Die Bauarbeiten begannen im 2. Quartal 2019 nach Vollendung der ersten Etappe. Die Eröffnung der Teilstrecke bis Trim ist für 2025 vorgesehen, die beiden anderen Streckenäste sollen 2027 fertiggestellt sein.